# سوت پایان
سوت پایان فیلمی به کارگردانی و نویسندگی نیکی کریمی و تهیه‌کنندگی جهانگیر کوثری ساخته سال ۱۳۸۹ ایران است.

## خلاصه فیلم
سامان و سحر زوج مستندسازی هستند که زندگی آرامی را در شهر تهران می‌گذرانند. اما در فیلمی که سامان برای تلویزیون ساخته صحنه‌ای خراب می‌شود و سامان به علت گرفتاری، تکرار صحنه فیلمبرداری را به همسرش سحر می‌سپارد و...

## جشنواره‌ها
فیلم سوت پایان در بیست و نهمین دوره جشنواره فیلم فجر حضور داشته‌است.
در جشنواره سینمائی «وزول» فرانسه، هیئت داوران جوان فرانسه، جایزه اصلی خود را به این فیلم اهدا کرد. علاوه بر آن هیئت داوران آسیایی این جشنواره نیز جایزه خود را به فیلم «سوت پایان» داد. سومین جایزه را هم انستیتو زبان‌های شرقی پاریس به همراه جایزه نقدی به این فیلم داد.

## بازیگران
- نیکی کریمی در نقش سحر
- شهاب حسینی در نقش سامان
- اشکان خطیبی در نقش مزدک
- هستی مهدوی‌فر در نقش ملیحه
- آتیلا پسیانی در نقش خودش
- بهنوش بختیاری در نقش خودش
- الهام کردا در نقش مادر ملیحه
- غزاله رشیدی در نقش افسانه
- رامونا شاه در نقش فرناز
- سعید دشتی در نقش میثم
- گوهر خیراندیش
- لادن طباطبایی
- هادی ساعی
- مصطفی زمانی
- با اجرای سیروان خسروی در نقش خواننده کلیپ